# Educație ecologică
Educația ecologică se referă la eforturile organizate de informare despre mediul înconjurător: funcțiile sale, interacțiunea omului cu ecosistemele în limitele dezvoltării durabile. Pe lângă școli, educația ecologică are ca suport și campanii publicitare, pagini web, materiale tipărite. Educația ecologică  se realizează prin:
- exemplificarea modalităților de petrecere a timpului în aer liber
- exemplificarea pe teren asupra problemelor mediului natural,
- angajarea, motivarea și dezvoltarea capacității de luare responsabilă a deciziilor

(UNESCO, Tbilisi Declaration, 1978).
Se poate organiza predarea istoriei naturale în timpul excursiilor și drumețiilor (geografie, geologie, botanica, zoologie, microbiologie etc.), ca parte a educației unui cetățean responsabil cu o înțelegere profundă asupra naturii și a abilităților practice în mediul natural.